# Obórki (powiat przasnyski)
Obórki – wieś w Polsce położona w województwie mazowieckim, w powiecie przasnyskim, w gminie Jednorożec. Ma status sołectwa.
W skład sołectwa Obórki wchodzi także osada leśna  Przejmy.
Wierni Kościoła rzymskokatolickiego należą do parafii św. Stanisława Biskupa w Świętym Miejscu.
W latach 1975–1998 miejscowość należała administracyjnie do województwa ostrołęckiego.